# Редков, Константин Арестович
Константин Арестович Редков — советский хозяйственный, государственный и политический деятель, Герой Социалистического Труда.

## Биография
Родился в 1918 году в деревне Селецкая Вологодского уезда. Член КПСС с 1957 года.
С 1934 года — на хозяйственной, общественной и политической работе. В 1934—1973 гг. — рабочий на станции Кандалакша Мурманской железной дороги, счетовод в колхозе «Новь» Пришекснинского района Ленинградской области, красноармеец, участник советско-японской войны, писарь артиллерийского снабжения 335-й стрелковой дивизии 25-й армии 1-го Дальневосточного фронта, бригадир бригады по выращиванию молодняка крупного рогатого скота, бригадир свиноводческой бригады совхоза «Трудовик» Озёрского района Калининградской области.
Указом Президиума Верховного Совета СССР от 8 апреля 1971 года присвоено звание Героя Социалистического Труда с вручением ордена Ленина и золотой медали «Серп и Молот».
Умер в Озёрском районе в 2001 году.